# Пьедипартино
Пьедипартино (фр. Piedipartino, корс. Pedipartinu) — коммуна во Франции, находится в регионе Корсика. Департамент коммуны — Верхняя Корсика. Входит в состав кантона Кастаньичча. Округ коммуны — Корте.
Код INSEE коммуны — 2B221.

## Население
Население коммуны на 2008 год составляло 16 человек.
| 1962 | 1968 | 1975 | 1982 | 1990 | 1999 | 2008 |
| ---- | ---- | ---- | ---- | ---- | ---- | ---- |
| 20   | 36   | 27   | 9    | 12   | 19   | 16   |

## Экономика
В 2007 году среди 9 человек в трудоспособном возрасте (15—64 лет) 6 были экономически активными, 3 — неактивными (показатель активности — 66,7 %, в 1999 году было 72,7 %). Из 6 активных работали 2 человека (2 мужчин и 0 женщин), безработных было 4 (1 мужчина и 3 женщины). Среди 3 неактивных 0 человек были учащимися или студентами, 3 — пенсионерами.